# Дитяча лікарня в Тарара
Дитяча лікарня в Тарара (ісп. Hospital Pediátrico de Tarará) — це відділення дитячої лікарні міста Гавани, відкритої урядом Куби для оздоровлення та лікування дітей, постраждалих від аварії на Чорнобильській АЕС та подібних захворювань. Розташована у містечку  Tarará, (Тарара) в Гавана-дель-Есте (східна Гавана), 18 км на схід від столиці Республіки Куба, з можливостями для надання лікування та реабілітації.

## Історія створення
Дитяча лікарня у Тарара була створена на базі табору Організації піонерів Хосе Марті. Раніше це було місце відпочинку військової верхівки Фульхенсіо Батісти і сімей найбагатших людей Гавани.
Після ядерної аварії на Чорнобильській АЕС у 1986 році кубинський уряд зобов'язався надавати лікування дітям, постраждалим від аварії. 
Лікарню було повністю укомплектовано в липні 1990 року.

### Кубинська гуманітарна програма
Мета цієї ініціативи полягала в наданні допомоги дітям з районів, що постраждали від катастрофи на Чорнобильській АЕС та інших країн зі схожими проблемами. В 1990 році почали прибувати діти з Радянського Союзу. Перша група з 139 дітей прибула до Гавани в березні 1990 року. Переважно це були діти, які хворіли на онкогематологію.. Першим рівнем надання допомоги за програмою стали кубинські лікарі, надіслані для обстеження населення в Україну, Білорусь та Росію. Діти з цих країн, стан яких вимагав термінової медичної допомоги, були відправлені на Кубу для лікування в Тарара, що було другою частиною програми.. Міністерство охорони здоров'я України покривало витрати на переліт дітей на Кубу, все інше фінансування програми (лікування, проживання та харчування) було за рахунок кубинського уряду.

## Медична допомога
Близько 25 000 дітей було обстежено в Тарара з України, Росії, Білорусі, Молдови, Вірменії та Бразилії за час існування програми. Всі вони хворіли через отриману високу дозу радіації.
Більшості пацієнтів, які постраждали від аварії на Чорнобильській АЕС, були надані медичні та реабілітаційні послуги в Тарара; то були українські діти з різними хворобами, починаючи від посттравматичного стресу до раку. Близько 67 % з них складали діти з притулків та шкіл для дітей-сиріт.